# Juanita Bordoy
Juana Bordoy (Pellegrini, provincia de Buenos Aires, 1916-1995), conocida como Juanita, fue una ayudante de cocina argentina, asistente de Petrona C. de Gandulfo desde 1945 hasta la muerte de la cocinera, convirtiéndose a lo largo de los años en un paradigma de los ayudantes de cocina en Argentina.

## Biografía
Vivió en el pueblo de Bocayuva, en el partido de Pellegrini, hasta los 27 años. En 1943 migró a Buenos Aires, donde conoció a Doña Petrona.
Juanita se hizo visible y célebre cuando empezó a aparecer en televisión como compañera y ayudante de cocina de Doña Petrona. Estaba a cargo de las tareas menos gratas del proceso de producción de los platos como ordenar, batir, limpiar, mezclar, preparar los ingredientes y todas las tareas de asistencia a "la maestra" cocinera. Su participación en esta tarea fue tan relevante para los televidentes, que con el tiempo se popularizó el rol de ayudante como «Juanita». 
En Argentina ser o haber una Juanita es sinónimo de tener alguien que ayude en las tareas complementarias de la cocina.
Acompañó durante toda su trayectoria profesional a Doña Petrona, y luego cuidó de ella en su domicilio particular en Olivos hasta el día de su muerte en 1992.